# Román Meyer Falcón
Román Guillermo Meyer Falcón  (Ciudad de México, 11 de agosto de 1983) es un arquitecto mexicano. Fue secretario de Desarrollo Agrario, Territorial y Urbano durante el sexenio del presidente Andrés Manuel López Obrador entre 2018 y 2024.

## Trayectoria
Egresado del Instituto Tecnológico de Estudios Superiores de Monterrey (ITESM), con estudios de Maestría en Gestión Creativa y Transformación de la Ciudad por la Universidad Politécnica de Cataluña, en Barcelona (UPC). Se ha especializado en Desarrollo Económico Sustentable y Urbanismo, con un enfoque social, de salud pública y prevención del delito.
En la academia, fue catedrático en la Universidad Iberoamericana, donde ha impartido cátedras de Urbanismo Social que se destacan por promover estrategias de prevención del delito e inclusión social en comunidades con altos índices de delincuencia y exclusión social.
Dentro de la administración pública fue director de Proyectos Estratégicos de la Secretaría de Salud del Gobierno de la Ciudad de México y asesor técnico para la Secretaría de Finanzas.
A nivel nacional, Román Meyer Falcón cuenta con proyectos de desarrollo urbano y económico con un enfoque de combate a la desigualdad social, tareas que combina con la investigación y docencia, como el Informe sobre el crecimiento, la gestión urbana y los derechos humanos en la Ciudad de México, donde relata los procesos históricos urbanos más significativos de la Ciudad de México.
Entre sus proyectos de Desarrollo Urbano se encuentran el Centro Cultural El Rosario, en la alcaldía Azcapotzalco, que busca la integración social a través de actividades culturales y tecnológicas. 
Tuvo una destacada participación en el Estudio de Necesidades y Prioridades de inversión Costa Chica–Texcoco, documento directriz sobre las herramientas en la gestión urbana.
Durante su gestión, se creó el Museo Archivo General Agrario, un espacio bibliohemerográfico y cultural que recupera los archivos que conservan la historia del agrarismo mexicano e incluye una curaduría de piezas clásicas y contemporáneas alusivas a la temática del recinto
Colaborador especializado en urbanismo y políticas públicas de medios como El Universal, Diario Reforma, Milenio Diario, El Heraldo de México, Animal Político, Nexos, entre otros.